# کارول آن درازبا
کارول آن الیزابت درازبا (۱۱ دسامبر ۱۹۴۳ – ۱۸ فوریه ۱۹۶۶) یکی از نخستین دو پرستار آمریکایی بود که در جنگ ویتنام کشته شد. او اهل دانمور، پنسیلوانیا بود و در یک سانحه سقوط هلیکوپتر جان باخت.

## زندگی‌نامه
درازبا در واتربری، کنتیکت در دوران جنگ جهانی دوم زاده شد. او دختر جوزف درازبا و مارسلا درازبا بود. درازبا در سال ۱۹۶۱ از دبیرستان دانمور فارغ‌التحصیل شد. او در بیمارستان ایالتی جنرال اسکرانتون به عنوان پرستار آموزش دید و در سال ۱۹۶۴ به عنوان یک پرستار ثبت‌شده فارغ‌التحصیل شد.
در سال ۱۹۶۵، درازبا با سپاه پرستاران ارتش ایالات متحده به ویتنام اعزام شد. او دارای درجه ستوان دوم بود و در بیمارستان صحرایی سوم در سایگون خدمت می‌کرد. در فوریه ۱۹۶۶، درازبا و یک پرستار دیگر به نام الیزابت ای. جونز در میان هفت نفر از پرسنل نظامی آمریکا بودند که در یک سانحه سقوط هلیکوپتر در شمال شرقی پایگاه هوایی تان سون نات، ویتنام جنوبی کشته شدند. این هلیکوپتر با خطوط برق برخورد کرد و دچار آتش‌سوزی شد. درازبا و جونز نخستین دو زن آمریکایی بودند که در جنگ ویتنام جان باختند. پیکر او به ایالات متحده بازگردانده شد و در گورستان سیکرد هارت در اسکرانتون، پنسیلوانیا به خاک سپرده شد.
گروه فراموش‌شدگان و گروه‌های دیگر در سال ۲۰۱۰ برای اعطای قلب ارغوانی (مدال نظامی) به درازبا پس از مرگ تلاش کردند. استدلال آن‌ها بر اساس یک توضیح جایگزین دربارهٔ علت سقوط هلیکوپتر بود: اگر هلیکوپتر مورد هدف قرار گرفته باشد و نه اینکه در سیم‌های برق گیر کند، آن‌ها پیشنهاد کردند که مرگ درازبا ممکن است به‌عنوان یک کشته جنگی طبقه‌بندی شود و واجد شرایط دریافت قلب ارغوانی گردد.

## یادبودها
در سال ۱۹۶۶، یک صندوق بورسیه تحصیلی به یاد درازبا در دبیرستان دانمور ایجاد شد.
در سال ۱۹۶۷، یک لوح یادبود دربارهٔ درازبا در بیمارستان ایالتی جنرال اسکرانتون، جایی که او آموزش دیده بود، نصب شد.
در سال ۲۰۱۲، گروه «دوستان فراموش‌شدگان» یک مجسمه برنزی به ارتفاع ۶ فوت به افتخار درازبا در مرکز کهنه‌سربازان جینو جی. مرلی برپا کردند. این مجسمه در محوطه بیمارستان سابق او در اسکرانتون، پنسیلوانیا نصب شد. اطراف این مجسمه با فضایی پوشیده از آجرهای حکاکی‌شده با پیام‌های یادبود، پرچم‌هایی از شاخه‌های مختلف ارتش، و دو نیمکت سنگی صیقلی احاطه شده است؛ یکی از نیمکت‌ها به چهار فارغ‌التحصیل دیگر دبیرستان دانمور که در جنگ ویتنام کشته شدند، و دیگری از سوی «دوستان فراموش‌شدگان» اهدا شده است.
در نوامبر ۲۰۱۹، الیزابت وارن قطعنامه سنای شماره ۴۱۵ را ارائه کرد که در آن از اداره پست ایالات متحده درخواست شده بود مجموعه‌ای از تمبرهای یادبود به افتخار زنان کهنه‌سرباز منتشر کند. نام درازبا در متن این قطعنامه ذکر شده و از او به عنوان نمونه‌ای از فداکاری زنان در خدمت نظامی در تاریخ ایالات متحده یاد شده است.
نام درازبا در دیوار یادبود کهکه‌سربازان ویتنام در واشینگتن، دی.سی.، روی پنل ای۰۵، خط ۰۴۶ حک شده است.
در محوطه اطراف یادبود زنان جنگ ویتنام، هشت درخت زردچوب کاشته شده که نماد هشت زن آمریکایی است که در طول جنگ ویتنام جان باختند: درازبا، النور گریس الکساندر، پاملا دوروتی داناوان، آنی روث گراهام، الیزابت ان جونز، مری ترز کلینکر، شارون ان لین و هدویگ دایان اورلوفسکی. از میان این زنان، تنها ستوان یکم شارون لین در حین عملیات کشته شد؛ دیگران بر اثر حوادث و بیماری جان باختند.